# Histoire des sourds en France depuis 2000
L'Histoire des sourds en France est la chronologie qui couvre la période sur la communauté sourde en France.

## Les années 2000

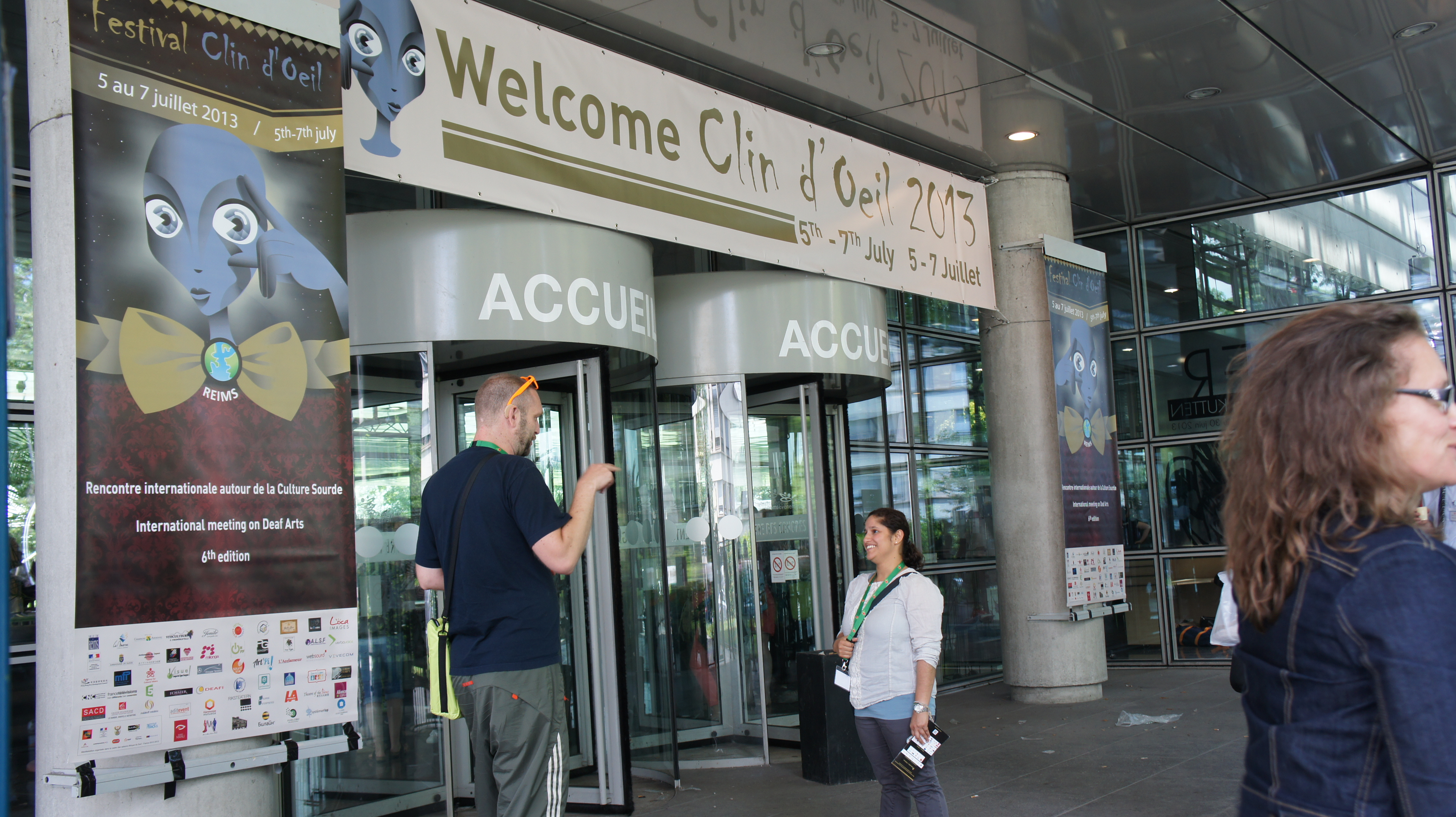
Festival Clin d'Œil

- 2001, la Fédération nationale des sourds de France et Jacques Sangla créent la société coopérative de services Websourd à Toulouse.
- 2003, le festival Clin d'Œil ouvre à Reims[1].
- Le 11 février 2005, la Loi pour l'égalité des droits et des chances, la participation et la citoyenneté des personnes handicapées est approuvée[2].

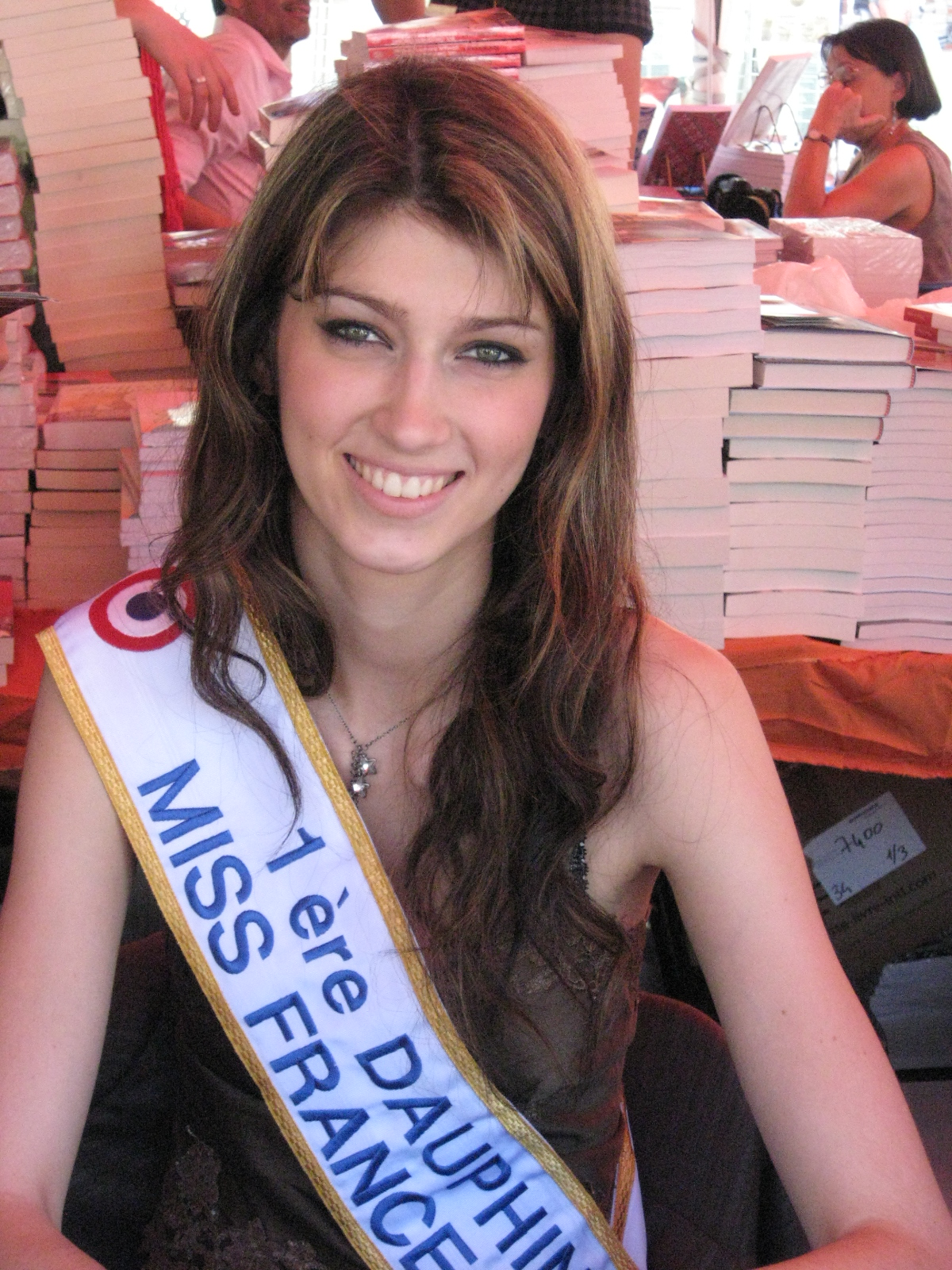
Sophie Vouzelaud

- Le 9 décembre 2006, Sophie Vouzelaud est élue Première Dauphine à l'élection de Miss France 2007[3].
- Juin 2008, l'Opération de sauvegarde des Sourds (OSS2007) organise une grève de la faim mais cette grève n'apporte rien[4].
- Juillet 2009, l'artiste français Arnaud Balard créé le mouvement Surdisme[5] à Bruxelles[6].

## Les années 2010
- Le 30 novembre 2010, la loi de dépistage précoce de la surdité est validée malgré la manifestation des sourds à Paris où selon de la Fédération nationale des sourds de France, 3000 manifestants expriment leur mécontentement devant l’Assemblée nationale[7].
- Juin 2013, L'Opération de sauvegarde des Sourds organise la marche « Le siècle Sourd en marche » pour revendiquer auprès des politiques  jusqu'à l'Italie, à Milan où les publics ont attendu[pas clair][8] mais cette opération échoue tant d'un point de vue politique que médiatique.
- Le 20 août 2014, Patrice Dalle, un des fondateurs et le président de l'Association nationale de parents d’enfants sourds (ANPES) meurt. Catherine Vella est élue comme présidente de l'ANPES le 12 octobre suivant.
- Le 12 novembre 2014, sortie nationale du film Marie Heurtin de Jean-Pierre Améris, suivie le 17 novembre 2014, de la sortie du film La Famille Bélier d'Éric Lartigau.
- Le 10 décembre 2014, Yann Cantin obtient son doctorat en Histoire[9].
- Le 15 juin 2015, Fabrice Bertin obtient son doctorat en histoire[10].
- Le 30 juillet 2015, la SCIC Websourd est fermée, mise en liquidation judiciaire par le tribunal de commerce de Toulouse[11]. La société, sous procédure de sauvegarde depuis juin 2014[12], accuse un passif de 4,2 millions d'euros, pour un chiffre d'affaires de 2 millions[12]. Toutes les filiales y compris Jobsourd sont également liquidées. Seul Websourd Elision poursuit son activité, sous la nouvelle présidence de son fondateur Jacques Sangla[13] La filiale Websourd 3D est à son tour en liquidation judiciaire le 27 août[14].
- Le 20 janvier 2016, sortie nationale du film J'avancerai vers toi avec les yeux d'un sourd de Laetitia Carton.
- Le 18 février 2016, Olivier Schetrit obtient un doctorat d'anthropologie sociale et ethnologie[15] à l'École des hautes études en sciences sociales (EHESS) à Paris, avec la mention très honorable et les félicitations du jury à l'unanimité[16].

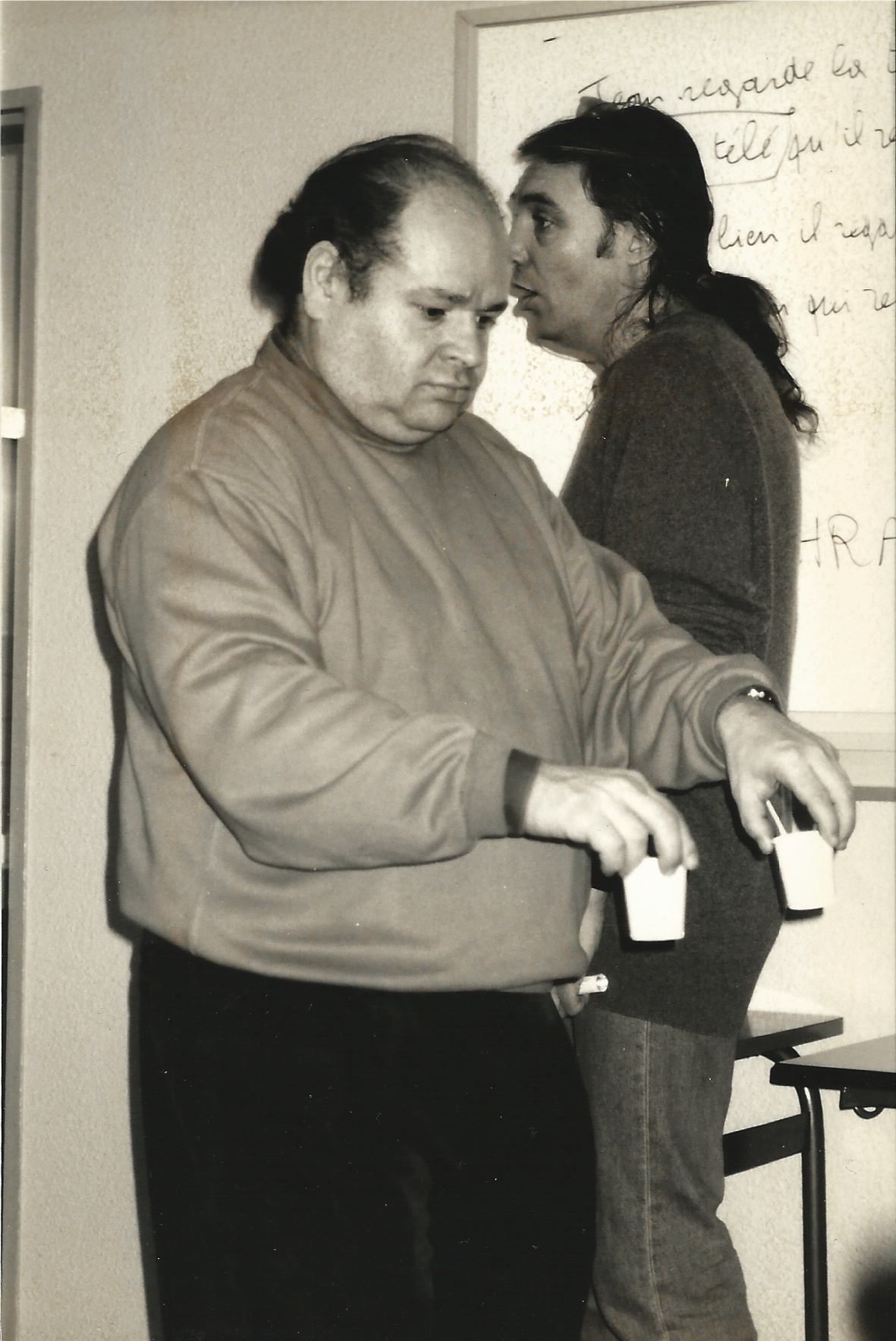
Guy Bouchauveau et Christian Cuxac.

- Le 21 février 2016, décès après une longue maladie de Guy Bouchauveau, humoriste reconnu dans la communauté sourde.
- Le 7 avril 2016, Noémie Churlet se rend à la Caisse d'allocations familiales pour ses besoins personnels mais le centre relais langue des signes française est en panne. L'agent de la CAF refuse de communiquer avec elle, même epar écrit. Noémie Churlet publie une vidéo sur Facebook pour exprimer sa colère contre l'agent[17]. Finalement Daniel Lenoir, le directeur de la Caisse d'allocations familiales, décide d'écouter Noémie[réf. nécessaire].
- Le 24 septembre 2016 à Montpellier, à l'occasion de la Journée mondiale des sourds, le drapeau d'Arnaud Balard[Quoi ?] flotte sur la place de l'hôtel de ville, une première au monde dans l'histoire des sourds[18].
- Le 28 mars 2017, la loi pour le Centre relais téléphonique est approuvée et publiée le 10 mai 2017 au Journal officiel[19].
- Du 9 au 13 mai 2017, l’International Visual Theatre fête son 40e anniversaire[20].
- Le 16 septembre 2017, Jean-Claude Poulain, le premier formateur de langue des signes française et le père de l’écrivaine Véronique Poulain meurt[réf. nécessaire].
- Le 16 juin 2018, les sourds manifestent à Paris à l'appel du collectif « Ensemble contre la sous-citoyenneté des Sourds » (ECSCS), pour exiger que leurs droits soient respectés[21],[22].
- Le 26 septembre 2018, le groupe audiovisuel M6 crée le nouveau magazine d'actualité hebdomadaire entièrement en langue des signes Le 10 Minutes[23].
- Le 8 octobre 2018, les opérateurs français de télécommunications lancent le Centre relais téléphonique, respectant ainsi la loi sur le numérique adoptée en octobre 2016, offrant une heure gratuite par mois[réf. nécessaire].
- Le 19 juin 2019, l'exposition L'Histoire silencieuse des Sourds ouvre au Panthéon à Paris[24].